# Xã Balsam, Quận Itasca, Minnesota
Xã Balsam (tiếng Anh: Balsam Township) là một xã thuộc quận Itasca, tiểu bang Minnesota, Hoa Kỳ. Năm 2010, dân số của xã này là 550 người.